# 神奈川県立港北高等学校
神奈川県立港北高等学校（かながわけんりつこうほくこうとうがっこう）は、神奈川県横浜市港北区大倉山にある公立高等学校。

## 説明
神奈川県のいわゆる「百校計画」実施以前の1969年、9学区制時の横浜北部学区に設立された。同年は港北区が分区された年であり、旧港北区唯一の公立校であった川和高校の新設緑区（後に都筑区）への移行により、現行の港北区で最初の公立高校となった。16～18学区制時（1981-2004年）には横浜東部学区に所属し、2005年の県立高校学区廃止（全県学区）以降は神奈川県全域からの入学が可能になっている。
校地は新横浜地区北方の鶴見川東岸に接し、太尾小学校を挟んで太尾新道の西に位置する。南側に太尾公園、北側近接地にはかつて国鉄スワローズの合宿所・練習グラウンドがあった。同校付近の鶴見川堤防は近年両岸ともに整備されており、地域住民の他、通学路や部活動・学校活動の場として生徒にも利用されている。横浜アリーナ等の新横浜都心や横浜国際総合競技場のある新横浜公園へもスムーズにアクセスする。新道沿いの太尾堤緑道は緑が豊富で、桜並木としても紹介される。同校入口付近の桜は大柄な樹容を見せ、春には片側の並木ながら「桜のトンネル」が楽しめる。
この地域は古くから「太尾」と呼ばれていたが、2009年の住居表示実施に伴い「大倉山」に変更された。最寄り駅は東急東横線大倉山駅と横浜市営地下鉄ブルーライン新羽駅の2駅だが、通学経路が平坦なこともあり、約4割の生徒は自転車で通学している。
自主性を重んじる校風があり、年間行事の中で体育祭（6月）、球技大会（7月、12月、3月）、文化祭（思港祭・9月）は、いずれも生徒会を中心とした生徒自身により運営されている。 生徒からの要望を受け実施された新制服の制定（2008年）では、制定作業に生徒会役員が加わった。自転車通学のし易さ、歩き易さを求める生徒の意見が取り入れられ、プリーツのスカートを採用、女子のスラックスと夏季のポロシャツが設定され、上着ボタンは生徒によってデザインされた。 （⇒制服 ） 　
教育のスローガンに「自学力の育成」が掲げられており、校歌の3番に歌われる『やがて大樹になるために』を合言葉に、「自己実現に向かって自ら成長し続ける港北生を育成する」ための教育目標とスクールビジョン、具体的なアクションプランが策定されている。
2013年には生徒の主体的な『学修』を促す「アクティブ・ラーニング」型授業の取組みが始まり、2016年度からの県立高校改革実施計画では、先進的で優れた指導方法や教材などの研究開発を行う「授業力向上推進重点校」に指定されている。（⇒教育の理念・特色 ）

## 沿革
- 1968年（昭和43年）12月1日 – 設立準備室を神奈川県教育庁総務室内に開設。
- 1969年（昭和44年）
  - 1月1日 – 神奈川県立港北高等学校を県立鶴見高等学校内に設立。横浜北部学区。
  - 4月4日 – 1969年度入学式。4学級192名入学。
- 1970年（昭和45年）4月3日 – 第1期工事完成に伴い港北区太尾町1,895番地に移転。
- 1971年（昭和46年）
  - 3月31日 – 第2期工事完成（特別教室、体育館、格技場）。
  - 7月1日 – プール完成。
- 1973年（昭和48年）7月21日 – クラブ室完成。
- 1975年（昭和50年）12月11日 – 図書館棟完成。
- 1976年（昭和51年）12月1日 – 校歌制定。米山正夫作詞、作曲。
- 1979年（昭和54年）5月15日 – 創立10周年記念式典を行う。
- 1981年（昭和56年）4月1日 – 16学区制に変更。横浜東部学区となる。
- 1989年（平成元年）4月6日 – 1989年度入学式。11学級となる。
- 1990年（平成2年）1月11日 – 創立20周年記念行事を行う。
- 1992年（平成4年）10月1日 – 第1期校舎リフレッシュ工事。
- 1999年（平成11年）3月9日 – グラウンド補修工事。
- 2005年（平成17年）4月1日 – 全県学区に変更。
- 2006年（平成18年）12月20日 – 神奈川大学と教育連携締結。
- 2007年（平成19年）
  - 1月16日 – 神奈川県立青少年センターと教育連携締結。
  - 2月3日 – 専修大学と教育連携締結。
- 2008年（平成20年）
  - 4月1日 – 新制服の制定。
  - 11月20日 – 創立40周年記念式典を行う。
- 2009年（平成21年）10月19日 – 住居表示実施により大倉山七丁目35番1号となる。
- 2010年（平成22年）2月8日 – 仮設校舎HR教室使用開始。
- 2012年（平成24年）12月 – 旧本館2解体工事開始。
- 2013年（平成25年）11月 – 本館2新築着工。
- 2015年（平成27年）3月31日 – 本館2新築および本館1改修竣工。
- 2016年（平成28年）4月1日 – 授業力向上推進重点校に指定。
- 2016年（平成28年）6月7日 – 学習支援クラウドサービス「Classi」の共同研究を開始。
- 2017年（平成29年）3月31日 – 陸上競技フィールド／トラック再整備工事終了。
- 2019年（令和元年）11月 - 応援ソング制定。50周年記念事業として在校生徒が作詞・作曲、軽音楽部が編曲。

## 校歌・応援ソング
- 港北高等学校校歌[13]
作詞・作曲：米山正夫
1976年制定。同校卒業生いんぐりもんぐりの1stアルバム「卒業記念」にも校歌が収録されている。
- 港北高等学校応援ソング「じぶんいろ」[14]
作詞・作曲：浦﨑健（50期生） 編曲：軽音楽部50期生
2019年制定。50周年記念事業として全校生徒を対象に募集、選定された。

## 教育の理念・特色
同校によれば、初代校長内田正三が打ち出した「一つでも良い。自分の優れた能力を見出してその芽を伸ばせる学校にしてみたい。」という理念は今日まで継承されており、生徒の自主性を伸ばし、しっかりとした学力の定着を図りながら、ひとりひとりの興味・関心に応じた進路選択を職員あげて支援する、としている。
創立40周年を契機にして作られたグランドデザインでは、スクールビジョンとして、・生徒の自己実現力の育成、・地域に根ざす学校をめざすこと、・教職員の指導力結集による教育力向上、と要約される3つが示されるとともに、2つのスクールミッション、「（1）生徒一人ひとりのかけがえのない個性を尊重し、その伸長を図る。（2）多様な価値観を受容しつつ、自己実現に向かって自ら成長し続ける生徒を育成する。」を掲げている。学校目標には「生徒の興味・関心に応じた選択科目の充実を図り、生徒の個性や多様な進路希望に応える支援体制を整備する。」とあり、2年、3年時においては50を超える自由選択科目が用意されている。そして、このような科目選択、自己実現の取組みに向け、1～3学年毎に 『私の未来地図 I～III 』をテーマとし学習を進めている。
さらに、スクールビジョン／ミッションを実現するため、具体的な6つのアクションプランが示されている。その6つ目には「地域・外部機関との連携強化」があり、実際に地域組織、大学、NGO等と連携して取組むことにより、上記スクールミッションの（2）、「多様な価値観を受容しつつ―。」に対応するプランの1つとなっている。
また、より進学校として進んでいくことを目標に置いており、当面はアクションプランの1番目にある「学力向上に向けた取り組み」を重点的に行うこととしている。朝学習や夏季等の長期休業中の補習・補講を実施し、3年次には進路の応じた5つの類型別（文系2類型／理系3類型）カリキュラムが設置されている。
生徒がペアまたはグループになり、教え合ったり議論しながら課題を解決していく「アクティブ・ラーニング」型授業は生涯に渡る自学力や主体的な思考力を持った人材育成の観点から、次期学習指導要領（2014年諮問）検討の中で重要視されるほか、、学習定着率の研究ではアクティブ・ラーニングに特徴的な「他の人に教える」項目が最も優れるとの結果が示されている。同校の実践（2015年）では「授業外でも教科書を読み、ひたすら考えていた」などの生徒の感想が紹介され、「生徒の思考を深めることができる単元になった―」と報告されている。。
先進的で優れた指導方法や教材等の研究開発を行う「授業力向上推進重点校」の試みではベネッセとソフトバンクの合弁会社Classi（クラッシー）との共同研究として、ICT（情報通信技術）による学習支援クラウドサービス「Classi」の運用を開始。授業内外での教材動画などのコンテンツ使用や生徒個々の学習をマネジメントする機能により、指導の深化や最適化による学力の向上が期待されている
。
※グランドデザインの上記以外の内容、全体の概要については、港北高等学校公式HP『グランドデザイン』（構成図による説明）を参照。

## 学校・授業・行事の特徴
- 修学旅行の行先は沖縄が多い。以前には生徒の希望に応じ、クラスによって行先が異なる時期もあった。
- 体育の授業は基本的に男女別だが、伝統的に3年最後の科目のみ男女での社交ダンスとなっている。
- 2007年度～2009年度の学力向上推進及び特色ある県立高校づくり推進事業および2010年～2012年度の県立高校教育力向上推進事業において「家庭・生活教育」の研究、推進校に指定校された。地域子育て支援拠点「どろっぷ」での子供達との交流等の地域活動により、第57回全国高等学校家庭クラブ研究発表大会（青森県）での研究発表では全国第4位に相当する「全国家庭科教育協会賞」を受賞した。
- 2013年度～2015年度は県立高校教育力向上推進事業Ver.Ⅱとして「確かな学力向上推進」の研究推進校に指定、2016年度からは「授業力向上推進重点校」に指定されている。
- 総合的な学習の時間 『 私の未来地図 』 では社会人講師によるキャリア講習会、上級学校講座、進路講演会や大学訪問等が行われる。また、大学からのスクールライフサポートの学生受け入れや留学生との交流会、NGOや地域団体との交流や授業が実施され、異文化の理解や社会の多様な取組みに触れる。生徒は様々な角度から意見をまとめ発表を行なっている。
- アクティブ・ラーニングの従来型入試による大学受験への適性については、授業だけでは必要範囲をカバーするための時間が不足するため、反転授業（授業外の映像講義などで予習した後、授業内で確認と定着を行う）などとのセットが不可欠との指摘がある[24]。一方で外部模試に向けた事前指導において、アクティブラーニングによる過去問練習が有効であったとの報告がある[19]。また中教審による「高大接続改革実行プラン」（2014年12月答申）は、高校教育～大学入試～大学教育において従来型の知識だけではない思考力や主体的態度を加えた「学力の三要素」を育むための提言となっており、知識型の大学入試センター試験の廃止と思考力等を中心とする「大学入学希望者学力評価テスト」への2020年での移行を示し、各大学の個別入試にも多面的で公正な選抜評価の確立を求めている。答申はこの改革のために、高校教育、大学教育共に「アクティブ・ラーニングへの飛躍的充実を図る」としている[25]。
- 学習支援クラウドサービス「Classi」の運用では、1年生全員にアカウントが付与され、「生徒カルテ」「学習記録」「コンテンツボックス」等の機能により、学習の管理と記録および教師・生徒・保護者間での情報とコンテンツの共有が行われる。提供される教材動画等のコンテンツは1万点超が用意されており、指導効率の向上と生徒個々の効果的な学習が可能になるとしている[21][22]。
- 生徒の男女構成比率は例年、女子の割合が男子を上回っているものの[26]、51期生（2019年度入学）では男女の人数が同数となっている[26]。
- クラス替えは1年から2年の1回のみ行われ、2年から3年のクラスは固定されている[11]。しかし、51期生から毎年クラス替えが行われるようになった。

## 校舎
治水政策が整う以前の鶴見川はたびたびの氾濫に見舞われていた。そのため創立時の校舎建設にあたっては、浸水のリスクを抑えるため、1階床部分における高さを標準の設定よりかさ上げする対策がとられた。
四川大地震を受け実施された2008年の学校耐震調査では、構造耐震指標であるIs値が対象3棟（本館1、本館2、特別教棟2）すべてについて0.3を下回ると診断され、校舎建て替えに向けて仮設校舎が建設された。2011年5月の県による発表では、耐震対策の検討結果により、2棟については耐震スリットによる改修、残り1棟については改築（新築建替え）との方針が示された。この内、本館2は2012年12月に解体工事が始まり、翌2013年11月に新築着工、2015年3月に本館1の耐震改修共に完成し、同年4月より2棟の使用が開始された。

## 制服
1969年開校時の制服制定では 県立生田高校とともに、県内公立高としては初となるブレザータイプが採用された。当時は通学電車内等で注目されることも多く、同校受験の主要な志望動機ともなっていた。
現在の制服は2008年度生（39期生）着用分よりモデルチェンジされ2代目となっている。女子制服ではスカートがワンボックスタイプからプリーツタイプへと変更され、リボンおよびネクタイを追加、男女共ラペルピンが設定された。主な仕様は以下の通り。
- 上着（男女）―ブレザー（シングル2つボタン・紺色・ラペルピンを設定。）

※ボタンデザインは2006年度生（37期生　寒河江舞夢）によるもの。
- ボトムス（男子）― スラックス（紺色地＋緑色チェック柄）
- ボトムス（女子）― プリーツスカート（紺色地＋緑色チェック柄）またはスラックス（紺色地＋緑色チェック柄）

※紺色と緑色チェックのコントラストは控えめなものである。
- シャツ（男女）― ワイシャツ（白色）、ポロシャツ（白色・夏季に選択可）
- ネクタイ（男女）― スクールカラー（緑色）デザイン。
- リボン（女子）― スクールカラー（緑色）デザイン[30][31]。

## 部活動
部活動は活発に行われており、生徒の加入率は約80%である。
文化部
書道部が「文化部のインターハイ」とされる全国高等学校総合文化祭に継続して出場、放送部も全国高等学校総合文化祭やNHK杯全国高校放送コンテストへの出場を続けている。2019年にはその実績から、書道部では通学路としても使用される鶴見川新羽人道橋の補修工事で新調される銘板４枚の毛筆を部員4名が担当、放送部では港北警察署の電話保留音として「特殊詐欺」への注意を喚起するメッセージ4種を部員3名がアナウンス録音している。
囲碁将棋部では2016年朝日アマチュア囲碁名人戦全国大会（個人戦）で男子部員が３位に入賞、2017年には全国高校囲碁選手権と全国高校総合文化祭囲碁部門の個人戦で優勝し、高校生全国二冠を達成した。（同部員は卒業後の大学1年次に2018年朝日アマ囲碁名人戦全国大会を制してアマ棋士名人となり、2019年には全日本学生本因坊決定戦および全日本学生囲碁十傑戦に勝ち学生二冠を獲得している。）
軽音楽部は第3回高校・中学校軽音楽系クラブコンテスト「We are Sneaker Ages関東」（2017年）のグランプリ大会に出場し準グランプリ校賞（関東2位）を獲得、第６回全国高等学校軽音楽コンテスト（2018年）において「まいぴーす！」、第10回（2023年）に「Crescent Bright」がともにでは準グランプリ（全国２位）を受賞した。
また約100名が所属する吹奏楽部は市や県での上位常連であり、地域の演奏会や交流も積極的に行っている。地域・社会への顕著な貢献に対する「神奈川県教育委員会表彰」を平成24年度に美術部、同25年度に吹奏楽部が受賞している。
運動部
校内陸上トラック、鶴見川堤防等恵まれた環境を持つ陸上競技部やバスケットボール部、水泳部等が大会での上位入賞やインターハイ等の上位大会出場を経験している。
ダンス部は春の日本高校ダンス部選手権において2018年優秀賞、第4回全国高等学校日本大通りストリートダンスバトル（2018年）では決勝に進出、高校ストリートダンスグランプリ2023では予選通過し全国大会に出場した。
また、野球部における2003年夏の神奈川大会・対横浜高校戦は、その後も高校野球ファンの間で語られる試合である。一般には「無名」の同校野球部が、涌井秀章・成瀬善久の2枚看板を擁する春の甲子園準優勝校・横浜に対し9回1死まで1対0でリードし、最後に10点を奪われ敗れる展開は話題を呼んだ。
文化部
- 軽音楽部
- 美術部
- 書道部
- 写真部
- 放送部
- 調理部
- 漫画研究・文芸部
- 吹奏楽部
- 茶・華道部
- 天文部
- 囲碁将棋部
- コンピューター部

運動部
- 陸上競技部
- バレーボール部
- バスケットボール部
- バドミントン部
- サッカー部
- 硬式テニス部
- 野球部
- 柔道部
- 剣道部
- 水泳部
- ダンス部

## 旧学区
学区撤廃以前は「横浜東部学区」（1981－2004年度／以下各校）に属していた。
- 神奈川県立横浜翠嵐高等学校
- 神奈川県立鶴見高等学校
- 横浜市立東高等学校
- 神奈川県立港北高等学校
- 神奈川県立新羽高等学校
- 神奈川県立寛政高等学校（2004年平安高等学校と統合、神奈川県立鶴見総合高等学校となる。
- 神奈川県立平安高等学校（1983年開校、2004年寛政高等学校と統合、神奈川県立鶴見総合高等学校となる。
- 神奈川県立岸根高等学校（1983年開校）
- 神奈川県立城郷高等学校（1987年開校）

## 交通
出典 : 
| 路線                       | 最寄り駅 | 徒歩所要時間 |
| -------------------------- | -------- | ------------ |
| 東急東横線                 | 大倉山駅 | 18分         |
| 横浜市営地下鉄ブルーライン | 新羽駅   | 16分         |
| 東急新横浜線・相鉄新横浜線 | 新横浜駅 | 25分         |

| 乗車駅                              | 系統            | 下車停留所・徒歩所要時間 | 運行事業者 |
| ----------------------------------- | --------------- | ------------------------ | ---------- |
| JR 京浜東北線 鶴見駅                | 6系統           | 「太尾小学校前」、2分    | ■横浜市営  |
| JR横浜線 中山駅                     | 41系統          | 「太尾堤」、5分          | ■横浜市営  |
| 東急新横浜線・相鉄新横浜線 新横浜駅 | 13系統・104系統 | 「新菊名橋」、17分       | ■横浜市営  |
| 東急新横浜線・相鉄新横浜線 新横浜駅 | 鶴02・綱23      | 「新菊名橋」、17分       | ■臨港      |

## 著名な出身者
【50音順】

### 政治・経済
- 岩岡洋志（実業家、新横浜ラーメン博物館社長）
- 藤巻幸夫（幸大）（実業家・政治家、元参議院議員、元福助社長、元セブン&アイ生活デザイン研究所社長、元明治大学研究-知財戦略機構特任教授、元昭和女子大学生活科学部客員教授）
- 武藤英明（起業家、実業家）

### マスメディア・ジャーナリズム
- 加地倫三（テレビプロデューサー・演出家、テレビ朝日役員待遇エグゼクティブプロデューサー）
- 加藤健二郎（軍事ジャーナリスト）
- 高野瀬順子（フリーランスライター）

### 芸能・ファッション
- 入江純（俳優、声優）
- 川田亜貴子（スタイリスト、ファッションプロデューサー）
- 極美慎 (宝塚歌劇団星組男役）
- 白又敦（俳優）[47]
- 谷原章介（俳優）
- 富田靖子（俳優）
- 水谷あつし（俳優、脚本家、演出家）[47]
- 水野江莉花（ミュージカル俳優、ダンサー）
- 皆川明（ファッションデザイナー、ミナ・ペルホネン代表、多摩美術大学美術学部教授）
- やのあんな（モデル、歌手、livetune+ (ボーカル) ）

### 音楽・芸術・文学
- 阿部耕作（ドラマー、元ザ・コレクターズ 、チリヌルヲワカ (ドラムス) ）
- 安藤洋子（コンテンポラリーダンサー、振付家）
- 伊東明日香（現代美術家）
- 岩佐なを（詩人、版画家）
- いんぐりもんぐり（音楽バンド）
- 岡田勉（キュレーター、アートプロデューサー）
- 菅野由弘（作曲家、早稲田大学 理工学術院 基幹理工学部教授 (表現工学) ）、日本作曲家協議会会長 ）
- 小牟田聡（ミュージシャン、作・編曲家、元A-JARI (キーボード) ）
- 佐宗綾子（作曲家）
- SHINPEI （ギタリスト、BREAKERZ (ギター)、MUSCLE ATTACK (ボーカル・ギター) ）
- 鈴木朝潮（現代美術家）
- 高島信二（ミュージシャン、音楽プロデューサー、元オメガトライブ (ギター) ）
- テイ・トウワ（ミュージシャン、音楽プロデューサー、DJ）
- 中瀬香寿子（フルート奏者）
- 芳賀傑（作曲家）
- 山口美代子（ミュージシャン、ドラマー、detroit7、BimBamBoom、THE LIPSMAX、dmg (ドラムス) ）
- 山本隆二（作編曲家）

### 研究・教育
- 金子新（東京都立大学システムデザイン学部教授、機械システム工学科、ナノ・マイクロ加工）
- 蒲池桂子（女子栄養大学栄養科学研究所教授、栄養学博士、管理栄養士、日本病態栄養専門師）
- 佐伯琢磨（神戸学院大学現代社会学部教授、防災工学）
- 笹生豊（国際医療福祉大学教授、聖マリアンナ医科大学客員教授、整形外科学）
- 佐藤一郎（国立情報学研究所副所長・教授、総合研究大学院大学教授併任、コンピューターサイエンス）
- 白井肇（埼玉大学理工学研究科教授、機能量子デバイス工学）
- 高原弘樹（東京工業大学工学院機械系機械コース教授、機械力学・制御 ））
- 中丸宣明（法政大学文学部教授、日本文学－近代文学成立期の研究）
- 長岡恭史（東進ハイスクール講師、東進衛星予備校講師）
- 永田清（大東文化大学経営学部教授、情報セキュリティ・暗号論）
- 橋秀文（美術評論、美術史家、神奈川県立近代美術館専門学芸員）
- 原田晃樹（立教大学コミュニティ福祉学部教授、地方自治論・行政学）
- 山越康雄（鶴見大学歯学部分子生化学講座教授、生体化学・分子生物学・口腔再生医学・歯科医用工学）
- 山本勲（横浜国立大学大学院工学研究院教授、応用電磁物性・磁気科学）

### スポーツ
- 朝日昇（総合格闘家、元修斗世界ライト級王者）
- 永山邦夫（元プロサッカー選手/ 横浜F・マリノス、サッカー指導者、バルセロナオリンピック予選日本代表）

### その他
- 稲留智（航空パイロット、ブルーインパルス元飛行隊員）
- 稲留仁（航空パイロット、ブルーインパルス元飛行隊長）